# Tactical Air Command
Tactical Air Command (TAC, svenska: Taktiska Flygkommandot) var ett huvudkommando inom USA:s flygvapen. TAC bildades efter andra världskriget som en av huvuddelarna av USA:s arméflygvapen och, efter 1947 USA:s flygvapen. Kommandot avvecklades 1992 och dess rester uppgick i det nybildade Air Combat Command (ACC).
Under kalla kriget utgjorde Taktiska Flygkommandot det amerikanska flygvapnets samlade taktiska slagkraft i form av attackflygplan. För att attackflyget skulle kunna verka ingick också jaktflygplan för att eskortera attackflyget och försöka uppnå luftherravälde.

## Historia
Taktiska Flygkommandot bildades 21 mars 1946 för att upprätthålla balansen mellan strategiska flygstyrkor (bomb- och transportflygplan) och taktiska flygstyrkor (jakt- och attackflygplan). Den 1 december 1948 underställdes det Continental Air Command, men Koreakrigets utbrott belyste det olämpliga i att binda de taktiska flygstyrkorna till den nordamerikanska kontinenten och Taktiska Flygkommandot blev återigen ett självständigt flygkommando.
De flesta flyginsatserna under Koreakriget, Vietnamkriget och Gulfkriget gjordes av Taktiska Flygkommandot. Även under Berlinblockaden och Kubakrisen gjordes betydande insatser.

## Förband
De huvudsakliga elementen i Taktiska Flygkommandot utgjorde av jakt- och attackdivisioner. Samtliga attackdivisioner i amerikanska flygvapnet ingick i Taktiska Flygkommandot medan jaktdivisioner också fanns inom Aerospace Defense Command fram till 1979 då det uppgick i Taktiska Flygkommandot . Flygnationalgardet är formellt inte en del av USA:s flygvapen, men förband ur Flygnationalgardet som ställts till flygvapnets förfogande av delstatsguvernören ingår i Taktiska Flygkommandot.
Även flygspaningsförband ingick i Taktiska Flygkommandot. Både radarspaningsflygplan som Boeing E-3 Sentry och E-8 Joint Star och taktiska spaningsflygplan som de RF-101 Voodoo som dagligen genomförde flygspaning över Kuba under Kubakrisen.
Innan Air Force Special Operations Command inrättades 1990 tillhörde flygvapnets specialförband också Taktiska Flygkommandot.